# Tự do núm vú

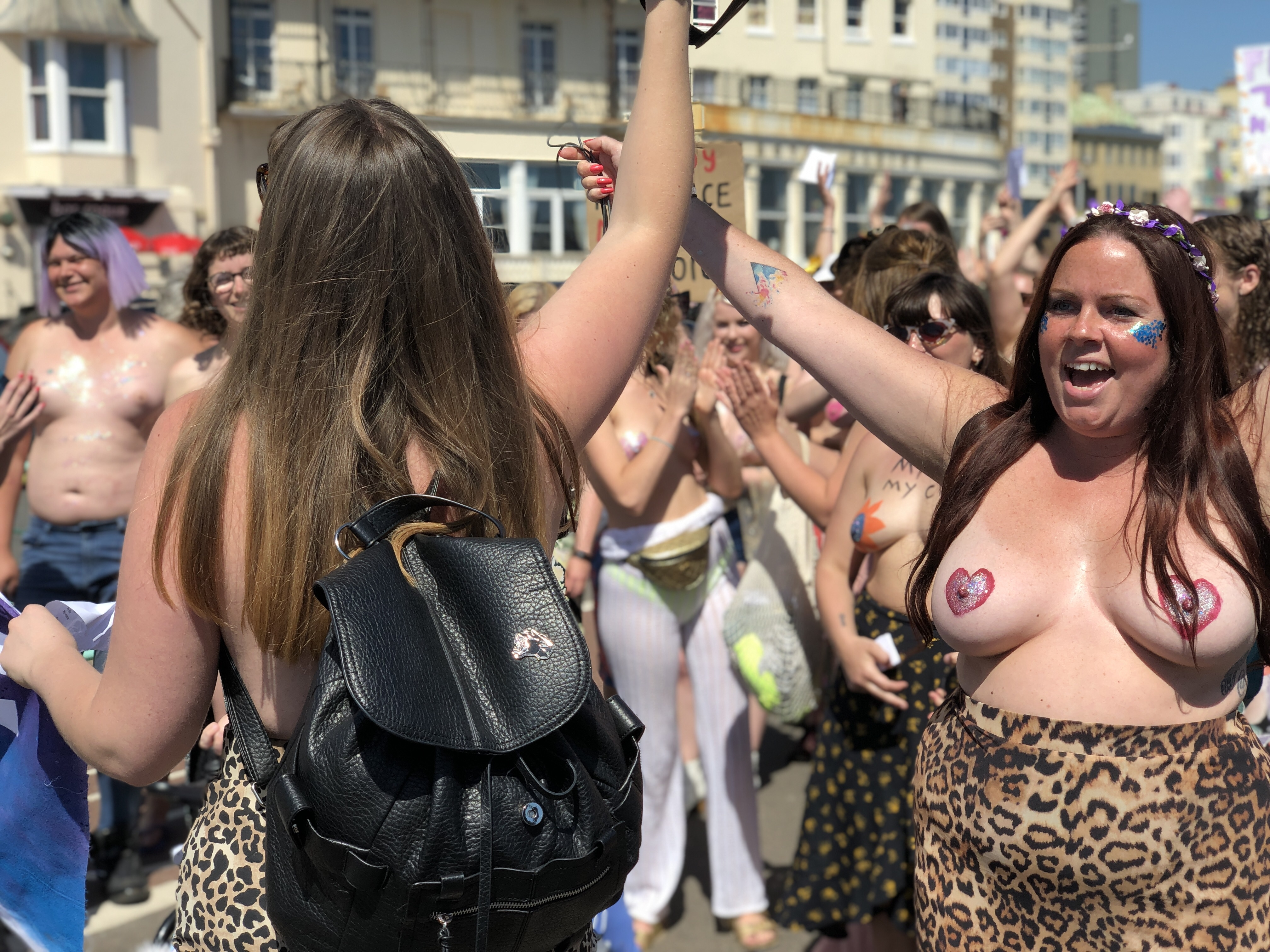
Chiến dịch rầm rộ tại Brighton năm 2019

Tự do núm vú (Free the nipple) là một chiến dịch vận động tự do lộ ngực (Topfreedom) được phát động vào năm 2012, ý tưởng phát động chiến dịch xã hội rộng khắp này khởi phát ý tưởng trong quá trình tiền sản xuất bộ phim cùng tên năm 2014 có tên Free the nipple (Giải phóng núm vú). Chiến dịch này nhằm nêu bật quan điểm về quy tắc chung trong việc cho phép nam giới được cổ trần ở nơi công cộng là chuyện bình thường nhưng đồng thời cũng phải coi việc phụ nữ làm điều tương tự là bình thường chứng không phải là hành khiêu dâm hoặc không đứng đắn, hoặc phơi bày khiếm nhã, và phải khẳng định rằng sự khác biệt này là một cách đối xử với phụ nữ đầy bất công và thật không công bằng. Chiến dịch tranh đấu rộng khắp này này lập luận rằng việc phụ nữ để lộ núm vú (lộ vú) ở nơi công cộng phải là điều được chấp nhận về mặt pháp lý và văn hóa.

## Tranh đấu
Năm 2012, nhà làm phim Lina Esco bắt đầu chiến dịch này ở Thành phố New York. Cô đã tạo ra một bộ phim tài liệu về chính mình để ngực trần chạy trên đường phố New York. Khi bộ phim tài liệu đang được thực hiện, cô ấy đã đăng các clip giới thiệu với hashtag #FreeTheNipple. Vào năm 2013, Facebook đã xóa những clip này khỏi trang web của mình vì vi phạm nguyên tắc của Facebook. Tuy vậy, sự lan tỏa của phong trào này ngày càng hiện hữu. Vào năm 2014, một số nhân vật nổi tiếng như Miley Cyrus, Lena Dunham, Chelsea Handler, Rihanna và Chrissy Teigen đã đăng ảnh lên mạng xã hội để thể hiện sự ủng hộ của họ đối với Sáng kiến của Esco. Hai người biểu tình, Tiernan Hebron và sinh viên tốt nghiệp UCSD Anni Ma đã bị bắt vì phơi bày khiếm nhã bên ngoài buổi xuất hiện trong chiến dịch tranh cử cho Thượng nghị sĩ Bernie Sanders vào ngày 23 tháng 3 năm 2016. Họ xuất hiện trong tình trạng cởi trần ngoại trừ những mảnh băng dính trên núm vú và có dòng chữ "Giải phóng núm vú", "Bình đẳng" và "Cảm nhận Bern" được viết trên ngực. Các sĩ quan Cảnh sát Los Angeles yêu cầu họ che ngực lại ngay, nhưng hai người phụ nữ từ chối và bị bắt ngay thức thì. Họ bị giam giữ tận 25 giờ nhưng sau đó không bị buộc tội gì. Sau khi được trả tự do, Ma đã đệ đơn kiện liên bang chống lại Sở cảnh sát Los Angeles.
Ma nói rằng hành động của cô không hề có ý nghĩa dâm dục vì tuyến vú không phải là cơ quan sinh dục mà có mục đích là cho con bú, cần thiết cho trẻ em, đồng thời cho biết cô tin rằng mình không hề để lộ "bộ phận sinh dục" hay "bộ phận riêng tư" (vùng kín) của mình. Luật sư của cô khẳng định cô chưa bao giờ "khỏa thân" và luật phơi bày không đứng đắn của California chỉ áp dụng cho bộ phận sinh dục chứ không áp dụng cho bầu ngực. Vụ kiện của cô cũng cáo buộc rằng các quyền hiến định của cô đã bị vi phạm, rằng cô đã bị phân biệt đối xử về giới một cách bất hợp pháp và luật dân quyền liên bang đã bị vi phạm, bị chà đạp thô bạo lên quyền của mình Cô ấy cũng để ngực trần tại một cuộc vận động tranh cử của Bernie Sanders vào ngày 19 tháng 3 năm 2016 ở Phoenix, Arizona, và cô ấy được dẫn ra phía sau địa điểm mà không xảy ra sự cố nào. Vào ngày 23 tháng 1 năm 2016, cô Anni Ma với tư cách là nhà hoạt động FEMEN, Carly Mitchell, Chelsea Ducote và Marston đã biểu tình tại sự kiện "Walk For Life" (Đi bộ vì Cuộc sống) tại Tòa thị chính San Francisco và Trung tâm hành chính San Francisco ở San Francisco.
Trong lịch sử, phụ nữ đôi khi bị bắt hoặc bị buộc tội vì hành vi không đứng đắn nơi công cộng, gây rối hòa bình hoặc có hành vi dâm dục vì để lộ ngực ở nơi công cộng, ngay cả ở những khu vực pháp lý không có luật rõ ràng cấm làm như vậy. Ở bang New York, phụ nữ để ngực trần được coi là hợp pháp vào khoảng năm 1990, và khi một phụ nữ bị bắt ở đó vào năm 2005 vì để ngực trần ở nơi công cộng, một tòa án đã ra phán quyết có lợi cho cô ấy và sau đó cô ấy đã nhận được 29.000 đô la Mỹ tiền bồi thường. Pháp luật hiện hành tại Mỹ có Luật một vài bang ở Mỹ không cho phép phụ nữ phơi bày núm vú nơi công cộng nên phụ nữ tại bãi biển Hoa Kỳ với núm vú bị che lấp bằng pasties, để phù hợp với các quy tắc địa phương. Các luật điều chỉnh hành vi phơi bày khiếm nhã ở Hoa Kỳ thay đổi tùy theo địa điểm. Ở hầu hết các bang, khỏa thân công cộng là bất hợp pháp.
Tuy nhiên, ở một số tiểu bang, hành vi đó chỉ là bất hợp pháp nếu nó đi kèm với ý định gây sốc, kích động hoặc xúc phạm người khác, một phụ nữ để lộ núm vú trần bằng cách đột ngột kéo áo và áo ngực của cô ấy lên, là sự phơi bày nơi công cộng và do đó được luật pháp ở nhiều bang của Hoa Kỳ xác định là hành vi phạm tội bị cấm.. Tại Canada theo quy định tại Điều 173 của Bộ luật Hình sự nghiêm cấm "các hành vi không đứng đắn". Không có định nghĩa theo luật định nào trong Bộ luật về những gì cấu thành một hành vi không đứng đắn, ngoài việc để lộ bộ phận sinh dục và/ hoặc núm vú phụ nữ vì mục đích tình dục với bất kỳ ai dưới 16 tuổi. Do đó, quyết định về những trạng thái cởi quần áo được cho là "không đứng đắn" (cũng là bất hợp pháp) được quyết định theo ý kiến chủ quan của các thẩm phán. Ví dụ, các thẩm phán cho rằng tắm nắng khỏa thân không phải là khiếm nhã.
Vào năm 2015, chiến dịch này đã nhận được sự chú ý ở Iceland sau khi một nhà hoạt động sinh viên tuổi teen đăng một bức ảnh mình để ngực trần và cho rằng mình đã bị quấy rối vì làm như vậy. Để ủng hộ sinh viên và sáng kiến này, một Thành viên Quốc hội là Björt Ólafsdóttir đã đăng một bức ảnh ngực trần của mình để thể hiện tinh thần đoàn kết thâm tình. Sự kiện Free the Nipple cũng đã được tổ chức tại Brighton, Anh vào năm 2016 2017 và vào năm 2018. Nhóm The Free the Nipple Brighton được lãnh đạo dưới sự điều hành của Bee Nicholls và Mickey F, cả hai đều đến từ Brighton. Vào năm 2017, sự kiện Free The Nipple đã được tổ chức tại Kingston Upon Hull ở Anh vào ngày cũng được kỷ niệm là Ngày Bình đẳng Phụ nữ và Ngày cởi trần, ngày kỷ niệm Tu chính án thứ mười chín của Hiến pháp Hoa Kỳ vào năm 1920 đã trao cho phụ nữ Hoa Kỳ quyền bầu cử. Ngoài ra còn có sự kiện Free the Nipple vào năm 2017, được tổ chức tại Charleston, West Virginia.

## Chú thích

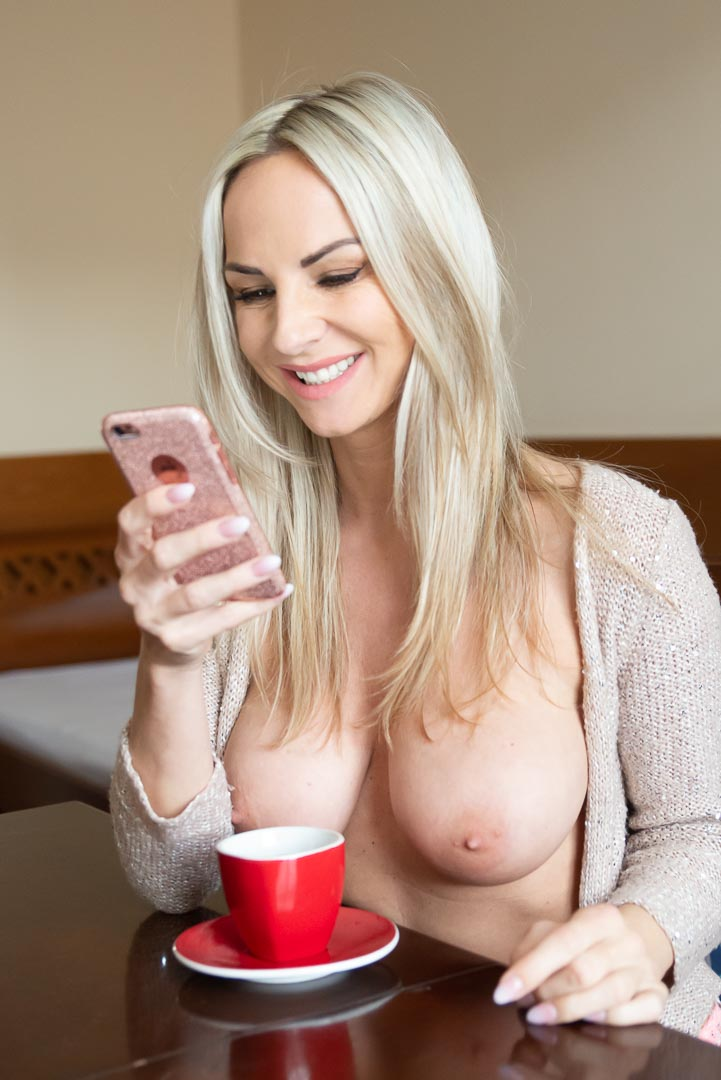
Một phụ nữ đang để lộ ngực dùng trà sáng với thái độ hân hoan